# Euryctista hobohmi
Euryctista hobohmi is een vlinder uit de familie tastermotten (Gelechiidae). De wetenschappelijke naam van deze soort is voor het eerst geldig gepubliceerd in 1963 door Janse.
De soort komt voor in tropisch Afrika.